# Iósif Shklovski
Iósif Samuílovich Shklovski (en ruso: Ио́сиф Самуи́лович Шкло́вский) (18 de juniojul./ 1 de julio de 1916greg. – 3 de marzo de 1985) fue un astrónomo y astrofísico soviético/ruso. Su apellido aparece a veces como Shklovskii o Shklovskij, y su nombre de pila como Josif o Josef.

## Semblanza
Shklovski nació en Glújov, una ciudad en la parte ucraniana del Imperio ruso. Después de graduarse de los siete años de escuela secundaria, trabajó como capataz en la construcción de la línea de ferrocarril Baikal-Amur. En 1933 Shklovski entró en la Facultad Físico-Matemática de la Universidad Estatal de Moscú. Allí estudió hasta 1938, cuando hizo un curso de posgrado en el Departamento de Astrofísica del Instituto Astronómico Sternberg y siguió trabajando en el Instituto hasta el final de su vida. 
Se especializó en astrofísica teórica y radioastronomía, así como la corona solar, las supernovas, y los rayos cósmicos y sus orígenes. Demostró, en 1946, que la radiación de ondas de radio del Sol emana de las capas ionizadas de su corona, y desarrolló un método matemático para discriminar entre ondas de radio térmicas y no térmicas en la Vía Láctea. Es célebre especialmente por sus sugerencias de que la radiación de la Nebulosa del Cangrejo se debe a la radiación sincrotrón, en donde excepcionalmente electrones energéticos giran a través de campos magnéticos a velocidades cercanas a la de la luz. 
Shklovski propuso que los rayos cósmicos de explosiones de supernova dentro de los 300 años de luz del Sol podrían haber sido responsables de algunas de las extinciones masivas de vida en la Tierra.
En 1959 Shklovski examinó el movimiento orbital del satélite interior de Marte, Fobos. Concluyó que su órbita estaba decayendo y apuntó que, si esto se le atribuía a la fricción con la atmósfera marciana, entonces el satélite debía tener una densidad excepcionalmente baja. En este contexto manifestó un indicio de que podía ser hueco y posiblemente de origen artificial. Esta interpretación desde entonces ha sido refutada por un estudio más detallado, pero el indicio aparente de implicación extraterrestre capturó a la imaginación pública, aunque hay algún desacuerdo sobre cuán seriamente pretendió Shklovski que fuese tomada la idea.

## Reconocimientos
- Ganó el Premio Lenin en 1960 y la Medalla Bruce en 1972.
- Fue un miembro correspondiente de la Academia soviética de las Ciencias comenzando en 1966.
- El asteroide (2849) Shklovskij está nombrado en su honor.

## Publicaciones
- Su memoria, Five Billion Vodka Bottles to the Moon: Tales of a Soviet Scientist, fue publicada póstumamente en 1991 por W.W. Norton & Co.